# Eupithecia ustata
Eupithecia ustata là một loài bướm đêm trong họ Geometridae.